# Xenophidia
Xenophidia (Caenophidia) es una superfamilia del suborden Serpentes (serpientes) que contiene cobras, vipéridos, serpientes marinas y gran mayoría de especies de serpientes. Gran parte de las serpientes venenosas pertenecen a esta superfamilia.
Caenophidia contiene la mayor parte de la diversidad de serpientes existentes, con más de 3 000 especies. Se cree que el término Caenophidea proviene del (prefijo griego caeno-= reciente) radiación evolutiva, habiendo evolucionado en la Era Cenozoica.

## Familias
- Atractaspididae
- Colubridae
- Elapidae (cobras, mambas, serpiente de coral y búngaros)
- Hydrophiinae (serpientes marinas)
- Viperidae (vipéridos, crotalinos y serpiente de cascabel)[2]